# Чан Ван Хыонг
Чан Ван Хыонг (вьет. Trần Văn Hương / 陳文香; 1902, провинция Виньлонг, Французский Индокитай — 1982, Хошимин, Вьетнам) — военный и политический деятель Республики Вьетнам (Южный Вьетнам), президент и премьер-министр Республики Вьетнам.

## Биография
Дважды избирался мэром Сайгона. Во времена президентства Нго Динь Зьема в 1960 г. был заключен в тюрьму за подписание Манифеста Каравеллы с критикой главы государства. Однако участников переворота, в результате которого президент Нго был убит, он также подверг жесткой критике, отметив что совершившие его генералы не имели таланта, моральных добродетелей и политической поддержки.
В 1965 г. под нажимом со стороны США президент Нгуен Кхань созывает Верховный национальный совет, который утверждает Хыонга на пост премьер-министра Республики Вьетнам. В это время Сайгон и Вашингтон планировали крупномасштабную кампанию бомбардировок Северного Вьетнама в попытке сдерживания его активности, но для этого была необходима стабильность на юге. В январе 1965 г. правительство увеличило срок призыва, что вызвало массовые протесты среди студентов и буддистов. В результате правительство добровольно ушло в отставку, передав полномочия кабинету во главе с Фан Хун Куатом. На президентских выборах 1967 г. он получил 10 % голосов избирателей.
В 1968—1969 гг. — вновь занимал пост премьер-министра, а в администрации Нгуена Ван Тхиеу — пост вице-президента. После бегства главы государства на Тайвань в 1975 г. становится президентом, безуспешно пытался вести мирные переговоры с Северным Вьетнамом. 28 апреля, спустя неделю после вступления на пост президента, передал власть генералу Зыонг Ван Миню. Коммунистическими властями был помещен под домашний арест, в 1977 г. отказался от амнистии, предложив выпустить из тюрьмы всех должностных лиц армии Южного Вьетнама. Умер в своём доме в 1982 г.